# Agonocryptus russulus
Agonocryptus russulus är en stekelart som beskrevs av Gupta 1982. Agonocryptus russulus ingår i släktet Agonocryptus och familjen brokparasitsteklar. Inga underarter finns listade i Catalogue of Life.